# Манос Лоїзос
Манос Лоїзос (грец. Μάνος Λοΐζος, 22 жовтня 1937, Александрія, Єгипет — 17 вересня 1982, Москва, СРСР) — грецький музикант, композитор та співак.

## Біографія
Народився в родині вихідців з Кіпру: батько походив з села Айон-Вавацініан поблизу Ларнаки. У 17 років Манос Лоізос поїхав з Александрії до Греції. Він вступив до Афінського університету на фармакологічний факультет, але скоро покинув навчання і повністю присвятив себе музиці, хоча так ніколи і не отримав формальної музичної освіти.
Паралельно з музичною кар'єрою, що почалася в 1963 року, став активним учасником суспільного життя країни, був членом Комуністичної партії Греції і боровся за права робітничого класу. Манос Лоізос не приховував свої ліві погляди і жорстоко критикував хунту «чорних полковників».
Його музичні твори отримали всенародне визнання, прості і легкі, вони завжди були пов'язані безпосередньо з народними масами. У роки нової влади він потоваришував із Мікісом Теодоракісом, Маносом Хадзідакісом, Манолісом Расулісом. Його пісні виконували Йоргос Даларас, Харіс Алексіу, Янніс Каландзіс, Васіліс Папаконстантіну та інші.
Помер Манос Лоізос Москві, куди приїхав на лікування. 2007 рік в Греції був названий роком Манос Лоізоса на честь 70-річчя з дня народження і 25 років після його смерті.

## Дискографія
- 1968 Ο σταθμός
- 1970 Θαλασσογραφίες
- 1971 Ευδοκία
- 1972 Να 'χαμε τι να 'χαμε...
- 1974 Τραγούδια του δρόμου
- 1974 Καλημέρα ήλιε
- 1975 Τα νέγρικα
- 1976 Τα τραγούδια μας
- 1979 Πρώτες εκτελέσεις
- 1979 Τα τραγούδια της Χαρούλας
- 1980 Για μια μέρα ζωής
- 1983 Γράμματα στην αγαπημένη
- 1985 Ο δρόμος του Μάνου
- 1985 Αφιέρωμα από το Ολυμπιακό στάδιο
- 1992 Οι μπαλάντες του Μάνου
- 1995 Κάτω από ένα κουνουπίδι
- 1997 Ενθύμιο Τρυφερότητας
- 2002 Εκτός Σειράς. Σαράντα σκόρπιες ηχογραφήσεις
- 2003 Τα τραγούδια του Σεβάχ
- 2007 Αφιέρωμα στον Μάνο Λοίζο (Харіс Алексіу)